# Monguilhem
Monguilhem (prononcé [mɔ̃ɡijɛm] ; Montguilhèm en gascon) est une commune française située dans le nord-ouest du département du Gers en région Occitanie. Sur le plan historique et culturel, la commune est dans le Bas-Armagnac, ou Armagnac noir, un pays s'inscrivant entre les vallées de l'Auzoue, la Gélise, la Douze et du Midou.
Exposée à un climat océanique altéré, elle est drainée par la Midouze, Canal du Moulin, le ruisseau de Charros et par divers autres petits cours d'eau. La commune possède un patrimoine naturel remarquable : un site Natura 2000 (le « réseau hydrographique du Midou et du Ludon ») et une zone naturelle d'intérêt écologique, faunistique et floristique.
Monguilhem est une commune rurale qui compte 286 habitants en 2022. Ses habitants sont appelés les Monguilhémois ou  Monguilhémoises.

## Géographie

### Localisation
Monguilhem est une commune de Gascogne située en l'Armagnac limitrophe du département des Landes, dans la vallée du Midour près de sa confluence avec l'Izaute.

### Communes limitrophes
Les communes limitrophes sont  Bourdalat, Castex-d'Armagnac, Montégut, Perquie et Toujouse.
|                    | Montégut (Landes) |                   |
| Perquie (Landes)   | Monguilhem        | Castex-d'Armagnac |
| Bourdalat (Landes) | Toujouse          |                   |

### Géologie et relief
Monguilhem se situe en zone de sismicité 1 (sismicité très faible).

### Hydrographie

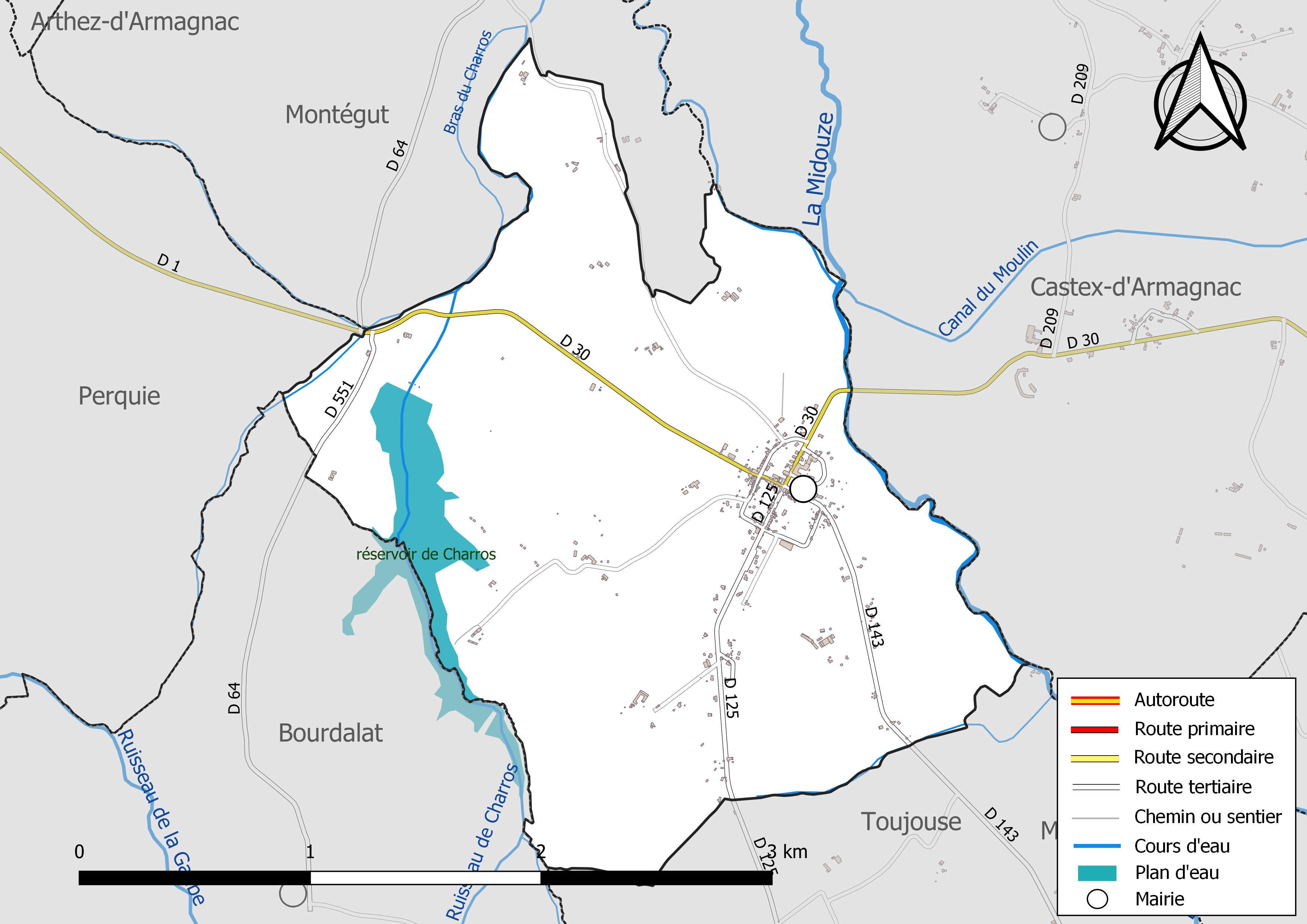
Réseaux hydrographique et routier de Monguilhem.

La commune est dans le bassin de l'Adour, au sein du bassin hydrographique Adour-Garonne. Elle est drainée par la Midouze, Canal du Moulin, le ruisseau de Charros, un bras du Charros et par deux petits cours d'eau, qui constituent un réseau hydrographique de 5 km de longueur totale,.
La Midouze, d'une longueur totale de 151,5 km, prend sa source dans la commune d'Armous-et-Cau et s'écoule du sud-est vers le nord-ouest puis vers l'ouest. Elle traverse la commune et se jette dans l'Adour à Vicq-d'Auribat, après avoir traversé 46 communes.

### Climat
Pour des articles plus généraux, voir Climat de l'Occitanie et Climat du Gers.
En 2010, le climat de la commune est de type climat océanique altéré, selon une étude s'appuyant sur une série de données couvrant la période 1971-2000. En 2020, Météo-France publie une typologie des climats de la France métropolitaine dans laquelle la commune est dans une zone de transition entre le climat océanique et le climat océanique altéré et est dans la région climatique Aquitaine, Gascogne, caractérisée par une pluviométrie abondante au printemps, modérée en automne, un faible ensoleillement au printemps, un été chaud (19,5 °C), des vents faibles, des brouillards fréquents en automne et en hiver et des orages fréquents en été (15 à 20 jours).
Pour la période 1971-2000, la température annuelle moyenne est de 12,9 °C, avec une amplitude thermique annuelle de 14,6 °C. Le cumul annuel moyen de précipitations est de 957 mm, avec 11,1 jours de précipitations en janvier et 7,1 jours en juillet. Pour la période 1991-2020, la température moyenne annuelle observée sur la station météorologique la plus proche, située sur la commune du Houga à 9 km à vol d'oiseau, est de 13,8 °C et le cumul annuel moyen de précipitations est de 875,9 mm,. Pour l'avenir, les paramètres climatiques de la commune estimés pour 2050 selon différents scénarios d'émission de gaz à effet de serre sont consultables sur un site dédié publié par Météo-France en novembre 2022.

### Milieux naturels et biodiversité

#### Réseau Natura 2000

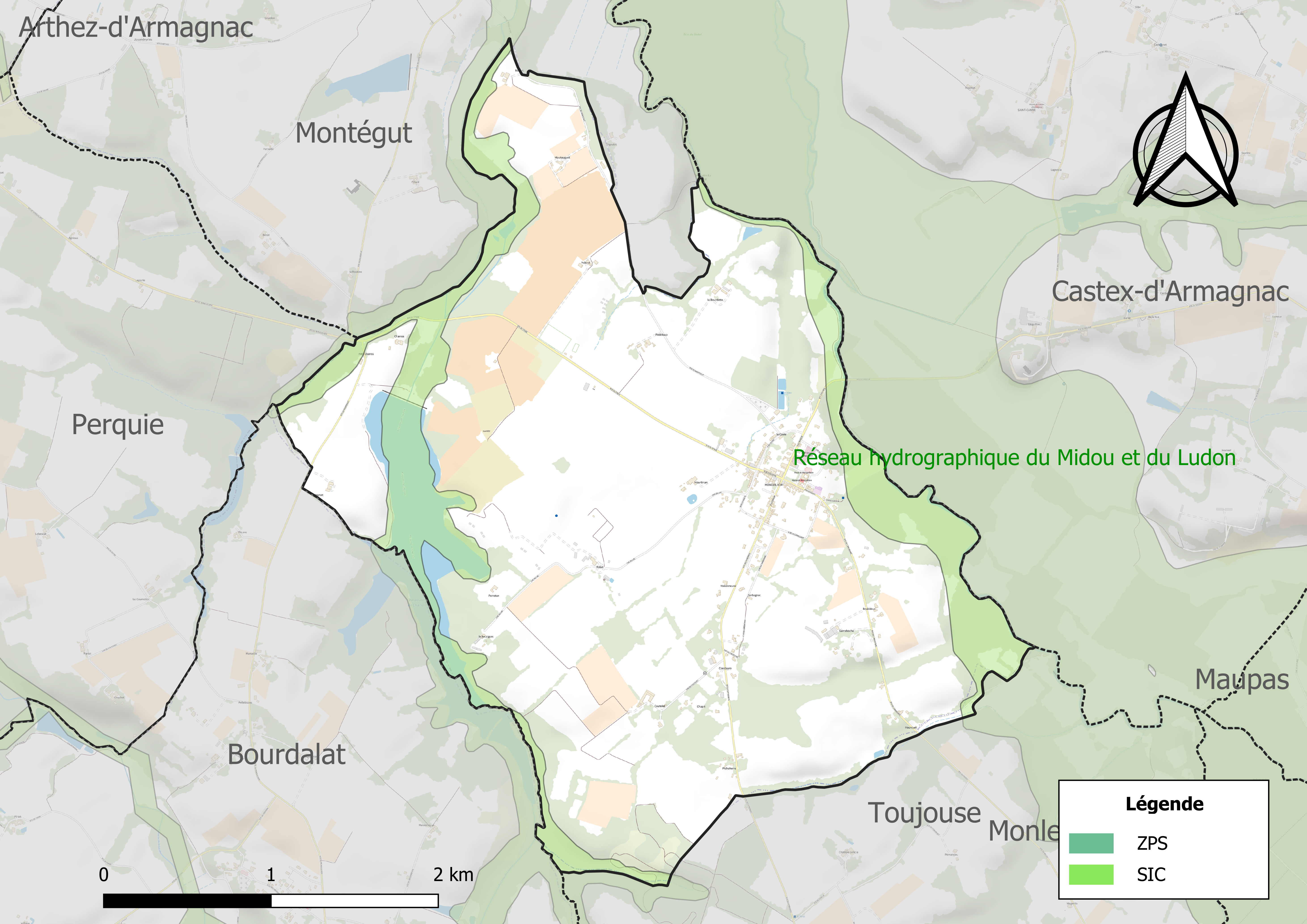
Site Natura 2000 sur le territoire communal.

Le réseau Natura 2000 est un réseau écologique européen de sites naturels d'intérêt écologique élaboré à partir des directives habitats et oiseaux, constitué de zones spéciales de conservation (ZSC) et de zones de protection spéciale (ZPS).
Un site Natura 2000 a été défini sur la commune au titre de la directive habitats : le « réseau hydrographique du Midou et du Ludon », d'une superficie de 6 542 ha, un site présentant une diversité d’habitats relativement importante, malgré une faible représentativité des habitats d’intérêt communautaire.

#### Zones naturelles d'intérêt écologique, faunistique et floristique

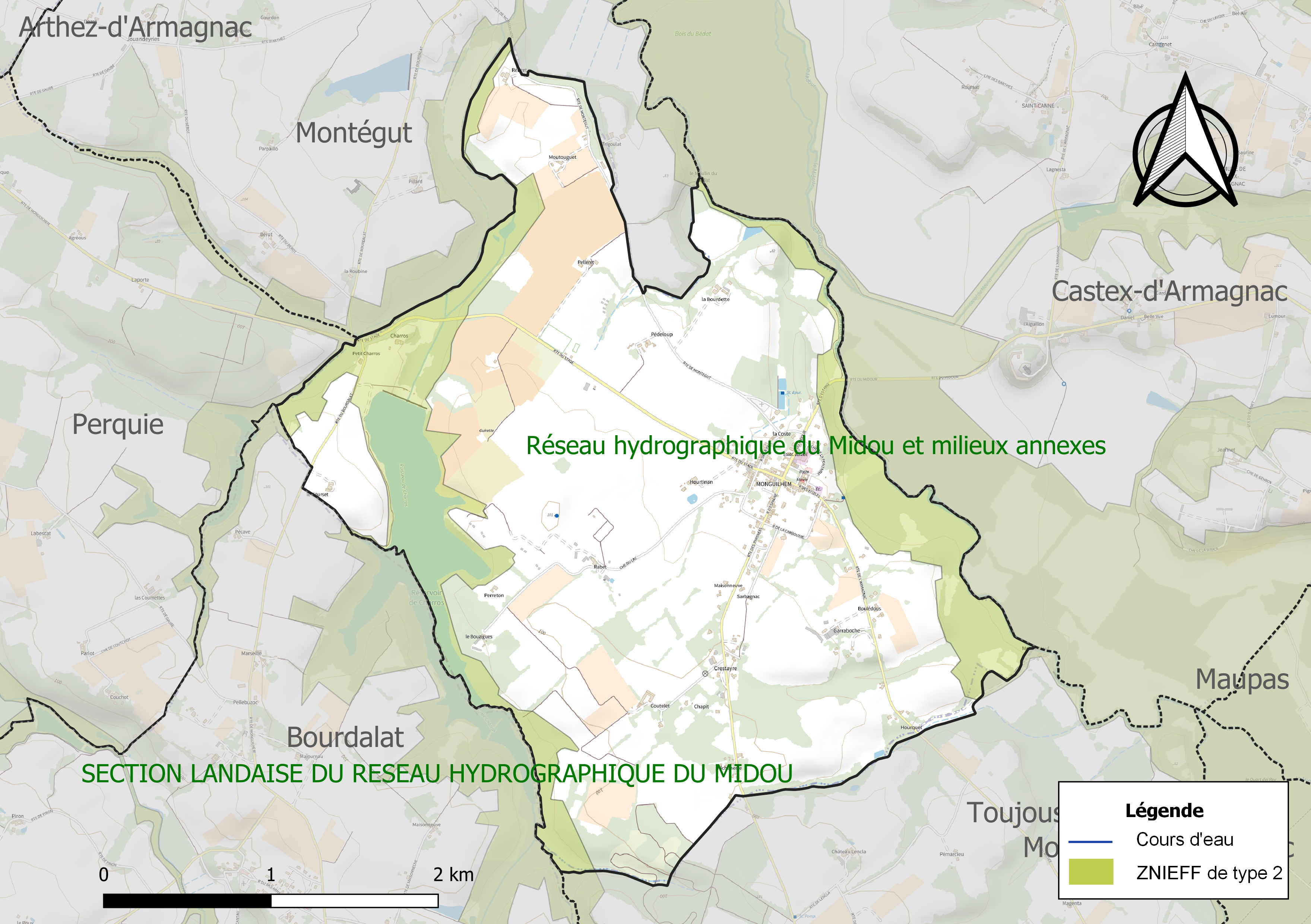
Carte de la ZNIEFF de type 2 localisée sur la commune.

L’inventaire des zones naturelles d'intérêt écologique, faunistique et floristique (ZNIEFF) a pour objectif de réaliser une couverture des zones les plus intéressantes sur le plan écologique, essentiellement dans la perspective d’améliorer la connaissance du patrimoine naturel national et de fournir aux différents décideurs un outil d’aide à la prise en compte de l’environnement dans l’aménagement du territoire.
Une ZNIEFF de type 2 est recensée sur la commune :
le « réseau hydrographique du Midou et milieux annexes » (6 344 ha), couvrant 43 communes dont 37 dans le Gers et six dans les Landes.

## Urbanisme

### Typologie
Au 1er janvier 2024, Monguilhem est catégorisée commune rurale à habitat dispersé, selon la nouvelle grille communale de densité à sept niveaux définie par l'Insee en 2022.
Elle est située hors unité urbaine et hors attraction des villes,.

### Occupation des sols
L'occupation des sols de la commune, telle qu'elle ressort de la base de données européenne d’occupation biophysique des sols Corine Land Cover (CLC), est marquée par l'importance des territoires agricoles (71,6 % en 2018), en diminution par rapport à 1990 (72,8 %). La répartition détaillée en 2018 est la suivante : 
terres arables (54,3 %), forêts (19,4 %), cultures permanentes (11,4 %), zones agricoles hétérogènes (5,8 %), eaux continentales (4,7 %), zones urbanisées (4,3 %). L'évolution de l’occupation des sols de la commune et de ses infrastructures peut être observée sur les différentes représentations cartographiques du territoire : la carte de Cassini (XVIIIe siècle), la carte d'état-major (1820-1866) et les cartes ou photos aériennes de l'IGN pour la période actuelle (1950 à aujourd'hui).

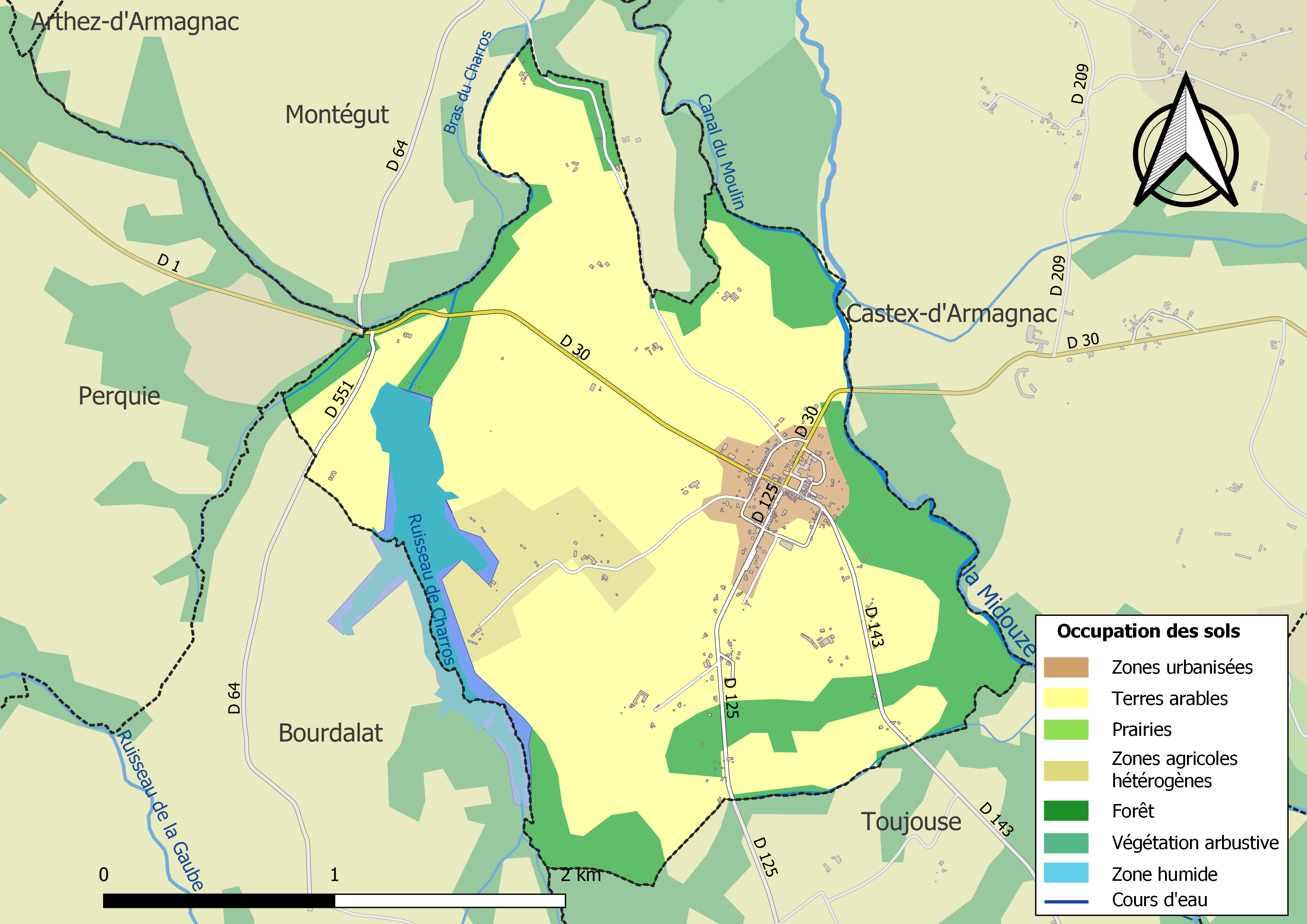
Carte des infrastructures et de l'occupation des sols de la commune en 2018 (CLC).

### Risques majeurs
Le territoire de la commune de Monguilhem est vulnérable à différents aléas naturels : météorologiques (tempête, orage, neige, grand froid, canicule ou sécheresse) et séisme (sismicité très faible). Un site publié par le BRGM permet d'évaluer simplement et rapidement les risques d'un bien localisé soit par son adresse soit par le numéro de sa parcelle.

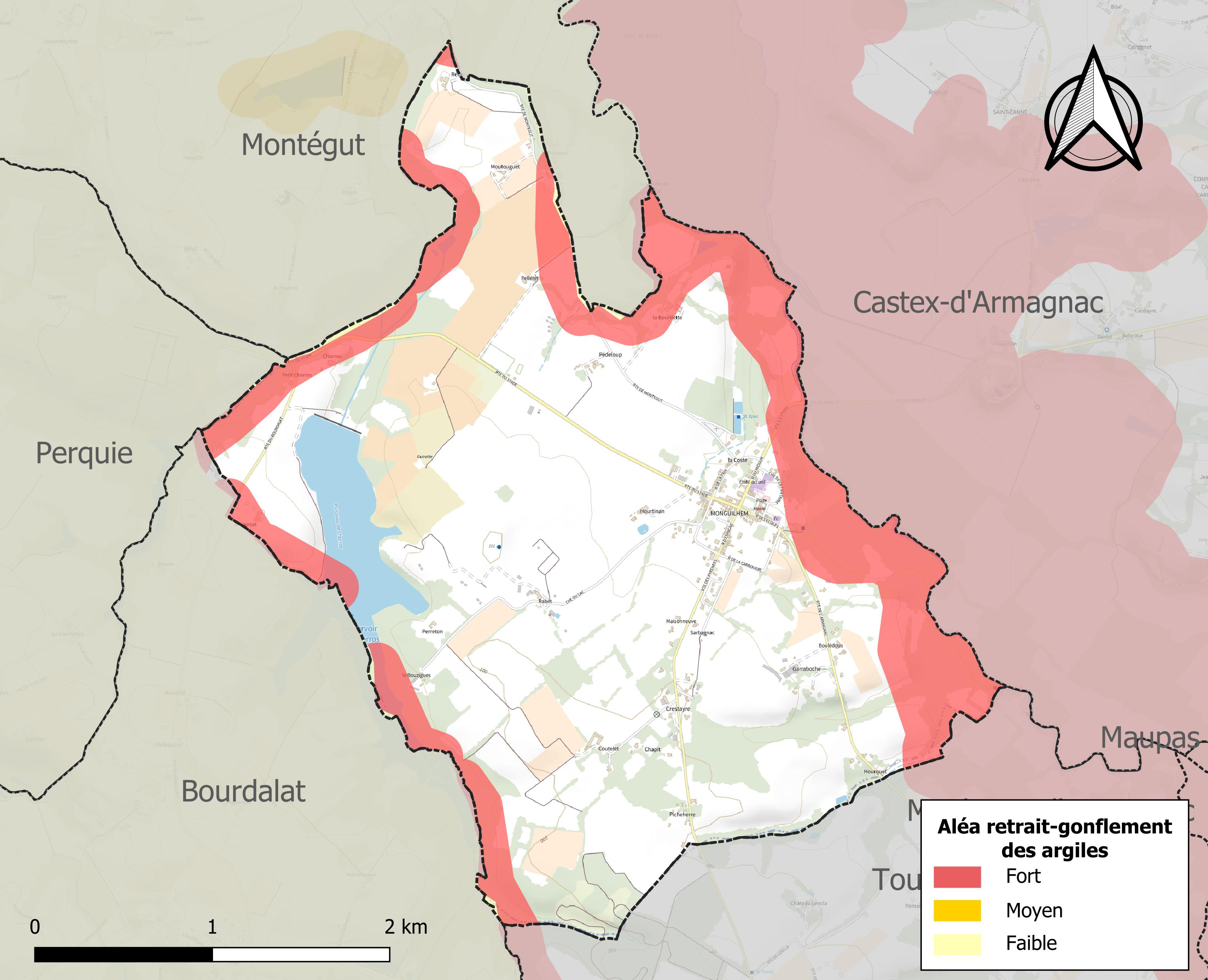
Carte des zones d'aléa retrait-gonflement des sols argileux de Monguilhem.

Le retrait-gonflement des sols argileux est susceptible d'engendrer des dommages importants aux bâtiments en cas d’alternance de périodes de sécheresse et de pluie. 20,5 % de la superficie communale est en aléa moyen ou fort (94,5 % au niveau départemental et 48,5 % au niveau national). Sur les 161 bâtiments dénombrés sur la commune en 2019, 10 sont en aléa moyen ou fort, soit 6 %, à comparer aux 93 % au niveau départemental et 54 % au niveau national. Une cartographie de l'exposition du territoire national au retrait gonflement des sols argileux est disponible sur le site du BRGM,.
Par ailleurs, afin de mieux appréhender le risque d’affaissement de terrain, l'inventaire national des cavités souterraines permet de localiser celles situées sur la commune.
La commune a été reconnue en état de catastrophe naturelle au titre des dommages causés par les inondations et coulées de boue survenues en 1999 et 2009. Concernant les mouvements de terrains, la commune a été reconnue en état de catastrophe naturelle au titre des dommages causés par des mouvements de terrain en 1999.

## Histoire
Monguilhem est une bastide anglaise tardive. En 1319, le seigneur Annet de Toujouse conclut un paréage avec Guilhem de Montaigut, sénéchal du  roi d'Angleterre. Une bastide est édifiée sur la paroisse Saint-Pierre de Bérobie, à la limite des Landes. Les coutumes sont octroyées l'année suivante.
 La ville passa aux Français en 1337, puis changea plusieurs fois de camp tout au long de la Guerre de Cent Ans. Rattaché au Condomois et donc au Parlement de Bordeaux pour le juridique, Monguilhem relevait de l'évêché d'Aire sur l'Adour au plan religieux, se démarquant ainsi, jusqu'à la Révolution, des paroisses voisines de l'Armagnac qui étaient du ressort du Parlement de Toulouse et de l'archévêché d'Auch.

## Politique et administration
| Période                                  | Période  | Identité    | Étiquette | Qualité  |
| ---------------------------------------- | -------- | ----------- | --------- | -------- |
| 1976                                     | 1996     | Jean Bétun  | PS        |          |
| mars 2001                                | En cours | Jean Ducéré | UMP-LR    | Retraité |
| Les données manquantes sont à compléter. |          |             |           |          |

## Démographie
L'évolution du nombre d'habitants est connue à travers les recensements de la population effectués dans la commune depuis 1793. Pour les communes de moins de 10 000 habitants, une enquête de recensement portant sur toute la population est réalisée tous les cinq ans, les populations de référence des années intermédiaires étant quant à elles estimées par interpolation ou extrapolation. Pour la commune, le premier recensement exhaustif entrant dans le cadre du nouveau dispositif a été réalisé en 2005.

En 2022, la commune comptait 286 habitants, en évolution de −7,44 % par rapport à 2016 (Gers : +1,04 %, France hors Mayotte : +2,11 %).
| 1793 | 1800 | 1806 | 1821 | 1831 | 1841 | 1846 | 1851 | 1856 |
| ---- | ---- | ---- | ---- | ---- | ---- | ---- | ---- | ---- |
| 446  | 485  | 384  | 451  | 495  | 404  | 473  | 485  | 530  |

| 1861 | 1866 | 1872 | 1876 | 1881 | 1886 | 1891 | 1896 | 1901 |
| ---- | ---- | ---- | ---- | ---- | ---- | ---- | ---- | ---- |
| 490  | 545  | 550  | 571  | 534  | 514  | 515  | 529  | 508  |

| 1906 | 1911 | 1921 | 1926 | 1931 | 1936 | 1946 | 1954 | 1962 |
| ---- | ---- | ---- | ---- | ---- | ---- | ---- | ---- | ---- |
| 504  | 426  | 368  | 355  | 341  | 338  | 360  | 356  | 345  |

| 1968 | 1975 | 1982 | 1990 | 1999 | 2005 | 2006 | 2010 | 2015 |
| ---- | ---- | ---- | ---- | ---- | ---- | ---- | ---- | ---- |
| 298  | 329  | 266  | 256  | 302  | 295  | 298  | 285  | 312  |

| 2020 | 2022 | - | - | - | - | - | - | - |
| ---- | ---- | - | - | - | - | - | - | - |
| 292  | 286  | - | - | - | - | - | - | - |

## Économie

### Revenus
En 2018  (données Insee publiées en septembre 2021), la commune compte 126 ménages fiscaux, regroupant 250 personnes. La médiane du revenu disponible par unité de consommation est de 19 470 € (20 820 € dans le département).

### Emploi
|                | 2008  | 2013  | 2018  |
| -------------- | ----- | ----- | ----- |
| Commune        | 4,6 % | 8,6 % | 7,7 % |
| Département    | 6,1 % | 7,5 % | 8,2 % |
| France entière | 8,3 % | 10 %  | 10 %  |

En 2018, la population âgée de 15 à 64 ans s'élève à 175 personnes, parmi lesquelles on compte 70,1 % d'actifs (62,4 % ayant un emploi et 7,7 % de chômeurs) et 29,9 % d'inactifs,. Depuis 2008, le taux de chômage communal (au sens du recensement) des 15-64 ans est inférieur à celui de la France et du département.
La commune est hors attraction des villes,. Elle compte 221 emplois en 2018, contre 237 en 2013 et 195 en 2008. Le nombre d'actifs ayant un emploi résidant dans la commune est de 114, soit un indicateur de concentration d'emploi de 194,3 % et un taux d'activité parmi les 15 ans ou plus de 46,5 %.
Sur ces 114 actifs de 15 ans ou plus ayant un emploi, 36 travaillent dans la commune, soit 32 % des habitants. Pour se rendre au travail, 83,6 % des habitants utilisent un véhicule personnel ou de fonction à quatre roues, 8,2 % s'y rendent en deux-roues, à vélo ou à pied et 8,2 % n'ont pas besoin de transport (travail au domicile).

### Activités hors agriculture
30 établissements sont implantés  à Monguilhem au 31 décembre 2019. Le tableau ci-dessous en détaille le nombre par secteur d'activité et compare les ratios avec ceux du département,.
Le secteur de la construction est prépondérant sur la commune puisqu'il représente 23,3 % du nombre total d'établissements de la commune (7 sur les 30 entreprises implantées  à Monguilhem), contre 14,6 % au niveau départemental.

### Agriculture
La commune est dans le Bas-Armagnac, une petite région agricole occupant une partie ouest du département du Gers. En 2020, l'orientation technico-économique de l'agriculture  sur la commune est la polyculture et/ou le polyélevage.
|               | 1988 | 2000 | 2010 | 2020 |
| ------------- | ---- | ---- | ---- | ---- |
| Exploitations | 21   | 20   | 14   | 11   |
| SAU (ha)      | 446  | 406  | 358  | 490  |

Le nombre d'exploitations agricoles en activité et ayant leur siège dans la commune est passé de 21 lors du recensement agricole de 1988  à 20 en 2000 puis à 14 en 2010 et enfin à 11 en 2020, soit une baisse de 48 % en 32 ans. Le même mouvement est observé à l'échelle du département qui a perdu pendant cette période 51 % de ses exploitations,. La surface agricole utilisée sur la commune a quant à elle augmenté, passant de 446 ha en 1988 à 490 ha en 2020. Parallèlement la surface agricole utilisée moyenne par exploitation a augmenté, passant de 21 à 45 ha.

## Culture locale et patrimoine

### Lieux et monuments
- De l'ancienne église de Saint-Pierre de Bérobie il n'en reste plus aucune trace excepté quelques pierres récupérées ayant servi à construire un édicule abritant une représentation de l'apparition de Notre-Dame de la Salette (édification faite à l'initiative de l'abbé Rivière).
- L'église Saint-Pierre actuelle est de style gothique et construite en briques. Le clocher est une haute tour rectangulaire édifiée elle aussi en briques, sauf le dernier étage en pierres. L'intérieur a été restauré lors du mandat du précédent maire, monsieur Bétun. La place, surdimensionnée au regard de la grandeur du village, est bordée de quelques belles demeures, entre autres celle abritant les services administratifs de l'ESAT Essor (originellement les Foyers de Cluny).

### Personnalités liées à la commune
- L'abbé Jean-Marie Cazauran (Monguilhem, 2 mai 1845 ? Mirande, 10 octobre 1910), auteur d'une monographie de Monguilhem, son village natal, publiée en 1874 et rééditée. Après des études secondaires au collège de Plaisance-du-Gers puis au petit séminaire d'Auch il entra au grand séminaire du même lieu et se fit remarquer par son intelligence. Après six ans de vicariat il se rendit à Rome pour y poursuivre ses études cléricales et obtint le grade de docteur en théologie. À partir de 1876 il fut nommé archiviste et professeur d'histoire ecclésiastique au grand séminaire. Il donna régulièrement des publications érudites entre autres de nombreuses monographies concernant des églises du Gers. On lui doit aussi l'édition annotée du cartulaire de Berdoues publiée à la Haye en 1905, ouvrage de référence pour les historiens. En 1898 il fut nommé curé de Mirande.
- Jacques Tapiau, maître boulanger, qui aux côtés du professeur Calvel a fait connaître la boulangerie de tradition française au Japon et en Corée du Sud. Il a reçu la médaille de la reconnaissance de la Chambre professionnelle de la boulangerie, échelon argent en 2007[32]
- Paul Lapeyre

Aristide Lapeyre (1899-1974)
Né le 31 janvier 1899 à Monguilhem. Il ne poursuit pas ses études au-delà du certificat d'études. Il part pour Bordeaux et ensuite pour Paris où il rencontre un militant anarchiste qui lui fait fréquenter La Ruche, l'école expérimentale fondée par Sébastien Faure. Après son service militaire, il devient un conférencier anarchiste très apprécié. Avec ses frères Paul (cf. article supra) et Laurent (1913-1980), il est un des artisans de la constitution de la CGT-SR en 1926. À partir de mars 1929, il publie un brûlot anticlérical, Lucifer, organe de pensée libre et de culture individuelle. Devenu artisan coiffeur, il ouvre courant 1931 le « salon » au 44, rue de La Fusterie, dans le vieux Bordeaux. Il est arrêté fin mars 1935, lors de « l'affaire des stérilisations » de Bordeaux, inculpé de « complicité de castration » (alors qu'il s'agit seulement de vasectomie… que la loi n'interdit pas). Il est remis en liberté le 6 juillet, bénéficiant d'un non-lieu. À partir de juillet 1936, il fait la navette entre l'Espagne et la France où il participe à des meetings de soutien à la révolution espagnole. Pendant l'occupation allemande, il organise des passages de la ligne de démarcation pour des juifs et des réfractaires. Il est arrêté comme otage, en octobre 1941, passe plusieurs mois sous la menace d'être fusillé, puis est transféré dans un camp et finalement relâché courant 1943.
Après la Libération, il participe à la reconstruction du mouvement libertaire et recommence les tournées de conférences pour la Fédération anarchiste, la CNT et la Libre Pensée dont il fut longtemps l'un des orateurs nationaux. Courant 1953, il fait partie de ceux qui reconstituent la Fédération anarchiste (FA) après « l’affaire Fontenis » et, pendant onze ans, il aura la responsabilité de l'édition de son bulletin intérieur. En 1968, il est l’un des délégués de la FA au congrès international de Carrare (Italie). Antireligieux et anticlérical il est aussi un  militant néo-malthusien de longue date. Il est condamné en juin 1973 à cinq ans de prison, deux ans seulement avant la promulgation de la loi autorisant l'interruption volontaire de grossesse. À la suite d'une attaque d'hémiplégie, il bénéficie d'une grâce médicale. Usé par une vie militante harassante, il meurt le 23 mars 1974.
Hélène Mc Dougall
Sans cette philanthrope, quid de ce qu'on appelle traditionnellement le "C.A.T. de Monguilhem"? Dans son livre « Si je n’avais pas connu Nongache », elle raconte ses souvenirs : son enfance en Argentine, l’Afrique du Sud où elle dirigea une grande exploitation agricole en pays Zoulou.
En 1948, elle rencontre la petite Africaine malade, ou plutôt « différente »: c’est Nongache. En 1962, elle ouvre les « Cluny Farm Center », des communautés avec des personnes en situation de handicap physique et mental. Après son retour en Normandie en 1966, elle ouvre les foyers du même nom en France avec en 1967 la création de «l’Association des Foyers de Cluny ». Parmi ces « foyers », l'un d'eux émergera à Monguilhem courant 1972. Au cours de la décennie 1970, cette association transmet la gestion de l'actuel CAT à une autre association : Les Escales. Début 1980, une troisième association L'Essor (fondée par l'abbé Plaquevent) prendra à nouveau le relais.